# James Clinton Schoonmaker
James Clinton Schoonmaker (* 12. August 2000 in Truckee, Kalifornien) ist ein US-amerikanischer Skilangläufer.

## Werdegang
Schoonmaker startete im Januar 2017 in Soldier Hollow erstmals bei der US Super Tour und belegte dabei den 165. Platz im Sprint und den 114. Rang über 15 km Freistil. In der Saison 2019/20 lief er in Dresden sein erstes Weltcuprennen und holte dabei mit dem 30. Platz im Sprint seinen ersten Weltcuppunkt. Bei den Junioren-Weltmeisterschaften 2020 in Oberwiesenthal errang er den 13. Platz im Sprint. Nach Platz 71 beim Ruka Triple zu Beginn der Saison 2020/21, kam er in Davos mit Platz 18 im Sprint und in Dresden mit Rang 14 im Sprint erneut in die Punkteränge. Im Februar 2021 belegte er bei den U23-Weltmeisterschaften 2021 in Vuokatti den 39. Platz über 15 km Freistil und den 26. Rang im Sprint und bei den nordischen Skiweltmeisterschaften 2021 in Oberstdorf ebenfalls den 26. Platz im Sprint. In der folgenden Saison kam er mit zwei Top-Zehn-Platzierungen auf den 45. Platz im Gesamtweltcup und auf den 19. Rang im Sprintweltcup. Zudem wurde er US-amerikanischer Meister im Sprint. Beim Saisonhöhepunkt, den Olympischen Winterspielen 2022 in Peking, lief er auf den 66. Platz über 15 km klassisch, auf den 15. Rang im Sprint und zusammen mit Ben Ogden auf den neunten Platz im Teamsprint.

## Siege bei Continental-Cup-Rennen
| Nr. | Datum          | Ort    | Disziplin          | Serie         |
| --- | -------------- | ------ | ------------------ | ------------- |
| 1.  | 2. Januar 2022 | Midway | Sprint Freistil 1  | US Super Tour |
| 2.  | 23. März 2024  | Duluth | Sprint klassisch 1 | US Super Tour |

## Teilnahmen an Weltmeisterschaften und Olympischen Winterspielen

### Olympische Spiele
- 2022 Peking: 9. Platz Teamsprint klassisch, 15. Platz Sprint Freistil, 66. Platz 15 km klassisch

### Nordische Skiweltmeisterschaften
- 2021 Oberstdorf: 26. Platz Sprint klassisch
- 2023 Planica: 9. Platz Sprint klassisch, 10. Platz Teamsprint Freistil
- 2025 Trondheim: 6. Platz Teamsprint klassisch, 7. Platz Staffel, 15. Platz Sprint Freistil, 54. Platz 50 km Freistil Massenstart

## Platzierungen im Weltcup

### Weltcup-Statistik
Die Tabelle zeigt die erreichten Platzierungen im Einzelnen.
- 1.–3. Platz: Anzahl der Podiumsplatzierungen
- Top 10: Anzahl der Platzierungen unter den ersten zehn
- Punkteränge: Anzahl der Platzierungen innerhalb der Punkteränge
- Starts: Anzahl gelaufener Rennen in der jeweiligen Disziplin
- Hinweis: Bei den Distanzrennen erfolgt die Einordnung gemäß FIS.

| Platzierung               | Distanzrennen a | Distanzrennen a | Distanzrennen a | Distanzrennen a | Distanzrennen a | Skiathlon Verfolgung | Sprint | Etappen- rennen b | Gesamt | Team   | Team    |
| Platzierung               | ≤ 5 km          | ≤ 10 km         | ≤ 15 km         | ≤ 30 km         | > 30 km         | Skiathlon Verfolgung | Sprint | Etappen- rennen b | Gesamt | Sprint | Staffel |
| ------------------------- | --------------- | --------------- | --------------- | --------------- | --------------- | -------------------- | ------ | ----------------- | ------ | ------ | ------- |
| 1. Platz                  |                 |                 |                 |                 |                 |                      |        |                   |        |        |         |
| 2. Platz                  |                 |                 |                 |                 |                 |                      |        |                   |        |        |         |
| 3. Platz                  |                 |                 |                 |                 |                 |                      | 1      |                   | 1      |        |         |
| Top 10                    |                 |                 |                 |                 |                 |                      | 12     |                   | 12     | 4      | 1       |
| Punkteränge               |                 | 2               |                 | 1               |                 | 1                    | 36     |                   | 40     | 7      | 3       |
| Starts                    |                 | 4               | 4               | 3               | 1               | 5                    | 39     | 1                 | 57     | 7      | 3       |
| Stand: Saisonende 2024/25 |                 |                 |                 |                 |                 |                      |        |                   |        |        |         |

### Weltcup-Gesamtplatzierungen
| Saison  | Gesamt | Gesamt | Distanz | Distanz | Sprint | Sprint |
| Saison  | Punkte | Platz  | Punkte  | Platz   | Punkte | Platz  |
| ------- | ------ | ------ | ------- | ------- | ------ | ------ |
| 2019/20 | 1      | 151.   | –       | –       | 1      | 94.    |
| 2020/21 | 44     | 76.    | –       | –       | 44     | 35.    |
| 2021/22 | 113    | 45.    | 1       | 100.    | 112    | 19.    |
| 2022/23 | 243    | 71.    | –       | –       | 243    | 30.    |
| 2023/24 | 640    | 35.    | 1       | 141.    | 639    | 10.    |
| 2024/25 | 480    | 29.    | 69      | 83.     | 411    | 13.    |